# Франкфуртські національні збори

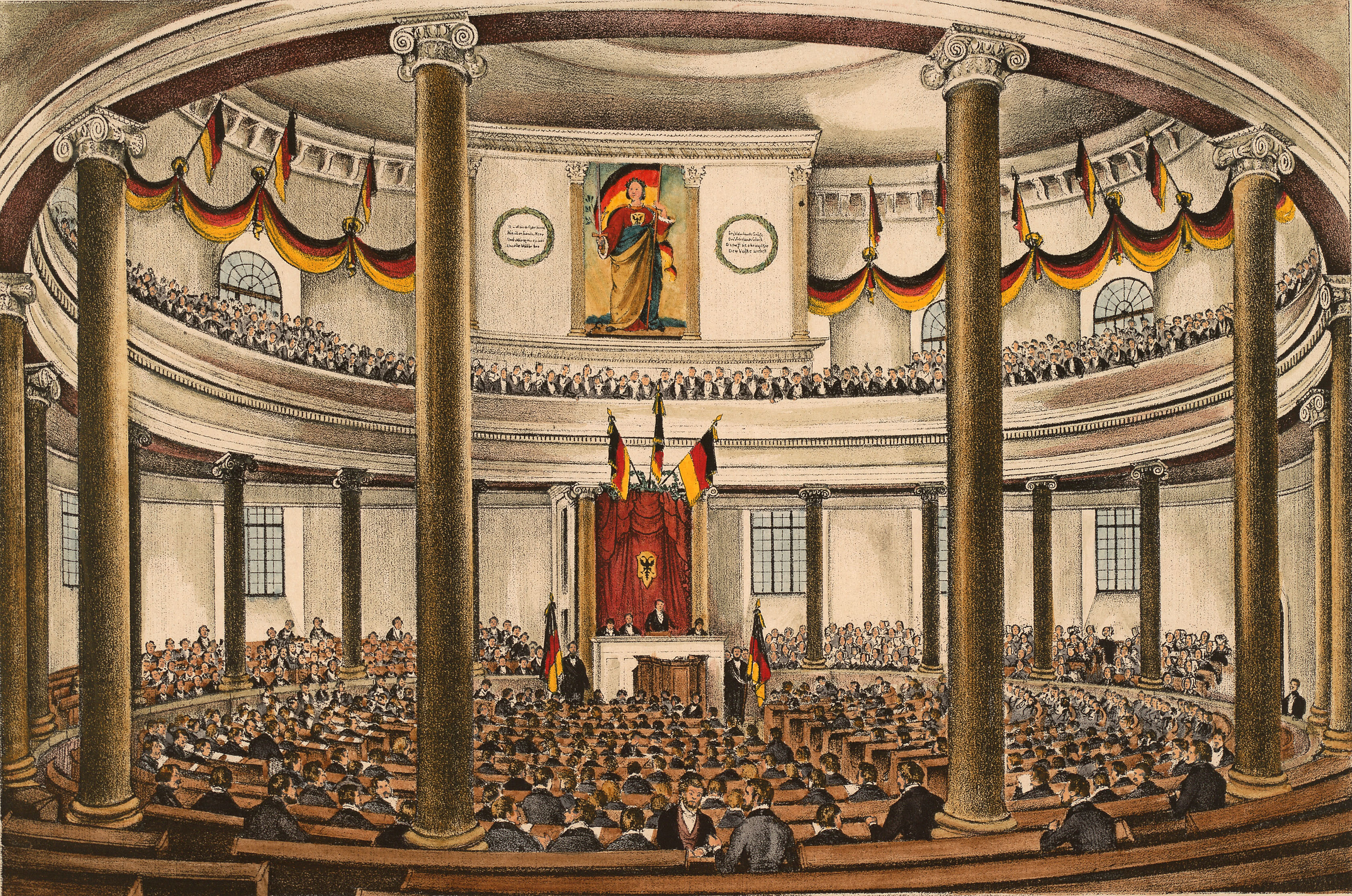
Національні збори в церкві Святого Павла.

Франкфуртські національні збори (нім. Frankfurter Nationalversammlung) — перший загальнонімецький парламент, діяв з 18 травня 1848 р. до 31 травня 1849 р., засідання відбувались в церкві Святого Павла у Франкфурті-на-Майні. Його скликання було і складовою, і наслідком Березневої революції у державах Німецького союзу.
Внаслідок тривалих дебатів установчими зборами була ухвалена так звана конституція Паульскірхе, яка спиралась на принципи парламентської демократії. Ця конституція відповідала основним принципам ліберальних та націоналістичних суспільних рухів доберезневого періоду, які знаходились в опозиції до реставрації Меттерніха. Зокрема, нею гарантувались основні права та впроваджувалась конституційна монархія з Кайзером на чолі.
Національні збори та підготовлена ними конституція зіштовхнулись з відмовою прусського короля Фрідріха Вільгельма IV взяти на себе визначену конституцією роль кайзера. Однак, найважливіші частини підготовленої конституції лягли в основу Веймарської конституції 1919 року та Основного закону ФРН 1949 року.